# 豊増秀俊
豊増 秀俊（とよます ひでとし、1902年1月 - 1987年11月）は、日本の人文学者。大学などには勤務せず、終生在野の立場で研究に当たった。

## 経歴
豊増竜次郎の次男として佐賀県佐賀市に生まれる。1927年、早稲田大学文学部に入学するが、1930年に学問的理由により退学、独学する。この間、弁証法的唯物論を確信する。
1935年7月、財団法人東亜経済調査会（のち南満州鉄道に合併）に入会する（調査局調査課）。1940年に満鉄を退社し、中華民国新民会（在北京）に入会、専門委員、企画部次長を務める。1941年12月に退職する。1942年1月、中央亜細亜協会（在北京）の設立に参加、主宰となる。1944年4月に退職して日本に帰国する。以後、東京で研究に専念した。

## 著書
- 『芸術の排撃』批判社、1948年
- 『孫子』昭和印刷 （印刷者）、1956年
- 『芸術の批判』批判社、1960年
- 『原始社会 社会の発生,進化の方向,発展の段階,および国家の成立と家族の形成に関する仮説』批判社、1962年
- 『家族と革命』批判社、1965年
- 『豊増秀俊選集 第1巻』リーベル出版、1991年
- 『豊増秀俊選集 第2集』リーベル出版、1991年